# Ambrož Milan Matějíček
Ambrož Milan Matějíček, OSA (17. dubna 1928 Bučovice – 15. května 2005 Brno) byl římskokatolický kněz, augustinián Starobrněnského opatství.

## Biografie
Bohosloví začal studovat v roce 1949 na Biskupském teologickém učilišti v Brně, po jednom roce studium přerušil, protože ústav byl zrušen. Musel narukovat do PTP. V roce 1953 se vrátil do Brna. Pracoval jako pomocná síla ve stavebnictví (čtyři roky), v Jihomoravských plynárnách (dalších osm let). Od října začal pracovat ve Fakultní dětské nemocnici Brno jako dezinfektor. Během zaměstnání se seznámil s Felixem Davídkem, tajně vysvěceným biskupem. Na jeho popud začal bohosloví studovat tajně na podzemní katolické univerzitě od 1. září 1967 do 30. června 1970. Dne 2. srpna 1968 mu biskup Eugen Kočiš udělil jáhenské a kněžské svěcení.
Do řádu augustiniánů vstoupil v sedmdesátých letech. Dne 20. října 1977 složil jednoduché sliby v Praze v klášteře sv. Tomáše, 21. října 1980 složil věčné sliby v Brně. V nemocnici pracoval do poloviny září 1992, poté až do své smrti působil jako farní vikář ve starobrněnské farnosti.